# Larry Shields

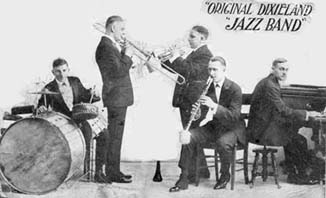
Larry Shields mit Clarinette, 1918 mit der "Original Dixieland Jazz Band"

Lawrence James „Larry“ Shields (* 13. September 1893  in New Orleans, Louisiana; † 21. November 1953 in Los Angeles, Kalifornien) war ein  US-amerikanischer Jazz-Klarinettist des frühen New Orleans Jazz.
Er kam aus einer musikalischen Familie und auch seine drei Brüder – darunter Harry Shields – wurden professionelle Musiker. Er lernte Klarinette mit 14 Jahren und spielte in den Bands von Papa Jack Laine, bevor er im Sommer 1915 nach Chicago ging, um der Band von Bert Kelly beizutreten. Shields spielte dann in der Band von Tom Brown, bevor er im November 1916 der Original Dixieland Jass Band (ODJB) beitrat (wo er Alcide Nunez ersetzte). Mit dieser Band machte er 1917 die ersten (landesweit erfolgreichen) „Jazz“-Schallplatten-Aufnahmen. 1921 verließ er die Band und spielte in New York City u. a. mit der Band von Paul Whiteman, bevor er nach Los Angeles zog, wo er seine eigene Band leitete und auch kurz in einigen Hollywood-Filmen auftrat.  In den 1930er Jahren ging er wieder nach Chicago, um mit den wieder aufgelegten ODJB zu spielen. Dann spielte er im „Nick´s“ in New York, wieder in New Orleans und zog dann nach Kalifornien.